# 克丽斯廷·胡松
克丽斯廷·胡松（德語：Christin Hussong，1994年3月17日—）是一名参加标枪的德国田径运动员。她曾在2018年欧洲田径锦标赛女子标枪项目上以67米90的破锦标赛纪录的成绩夺得冠军。
她是LAZ Zweibrücken田径队的成员，她的教练是其父亲乌多·胡松。